# Edgar Froese
Edgar Wilmar Froese (Tilsit, 6 de junio de 1944 - Viena, 20 de enero de 2015), conocido como Edgar Froese, fue un artista y músico alemán. Fue el fundador y miembro principal del grupo pionero de música electrónica Tangerine Dream. Se le considera un pionero en el uso de los sintetizadores para la creación musical y una destacada influencia en la música electrónica, el ambient y el krautrock.

## Biografía

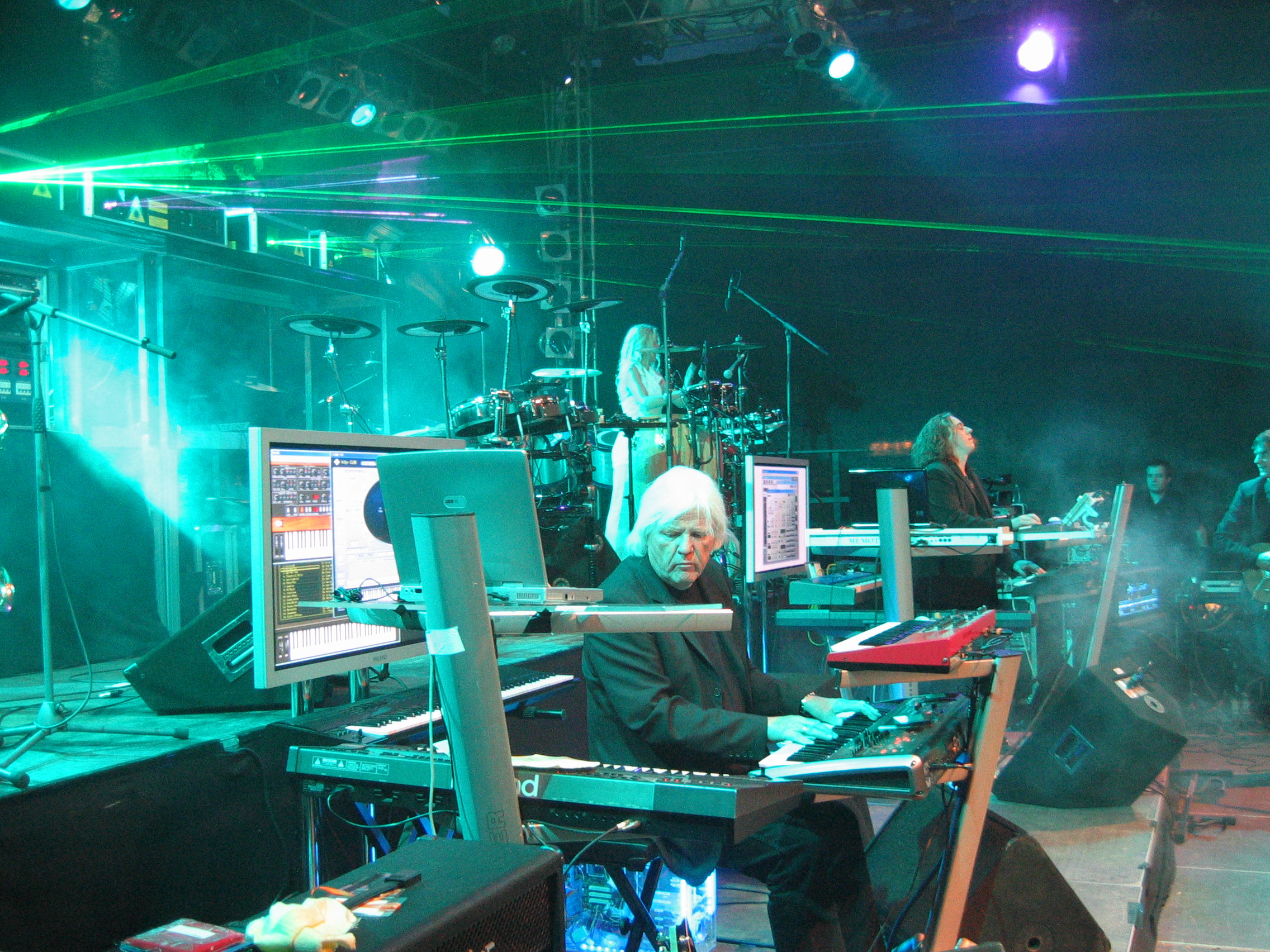
Froese durante un concierto de Tangerine Dream en Eberswalde en 2007.

Froese nació en la localidad de Tilsit (Tyzla), en la Prusia Oriental el 6 de junio de 1944, durante la Segunda Guerra Mundial. La ciudad, que pertenecía en ese momento a Alemania, fue ocupada por el Ejército Rojo en 1945. En la actualidad tiene el nombre de Sovetsk y pertenece a Rusia.
Mostró aptitudes artísticas desde niño y tras cursar los estudios básicos se trasladó a Berlín Oeste junto con su la familia, inscribiéndose en la Academia de las Artes para estudiar pintura y escultura. En 1965 formó una banda llamada The Ones con la que tocaba canciones de estilo rock y R&B en los clubes de entonces. Durante una presentación en España tuvo un encuentro muy influyente con Salvador Dalí que le animó a iniciar caminos más experimentales con su música.
The Ones se disolvió en 1967 dejando sólo un sencillo («Lady Greengrass» / «Love of Mine») y, tras volver a Berlín, Froese fundaría junto a Conrad Schnitzler y Klaus Schulze el grupo de música electrónica Tangerine Dream. Froese fue el único artista que permaneció en todas las alineaciones del grupo, dado que los cambios de formación han sido una constante durante su longeva existencia, hasta su fallecimiento en enero de 2015. El grupo ha referenciado más de un centenar de álbumes de estudio y cuenta con un extenso catálogo de bandas sonoras creadas para cine, televisión y videojuegos.
En 1970 contrajo matrimonio con Monique Froese (fallecida en 2000) quien también sería la encargada de la elaboración de varias portadas de las grabaciones de Tangerine Dream principalmente en los años 70 y 80. Ese mismo año, 1970, nació su hijo Jerome Froese, quien también formaría parte como músico y compositor de Tangerine Dream entre los años 1990 y 2006.
Paralelamente a su trabajo en el grupo Froese también emprendió una carrera musical en solitario mucho más modesta en cuanto a número de grabaciones. Con un estilo similar al de Tangerine Dream, basado en la música electrónica, su primer álbum en solitario fue Aqua (1974) publicado por el sello Brain Metronome. Con el mismo sello publicaría su tercer álbum Macula Transfer (1976). Coincidiendo con la firma del contrato de Tangerine Dream con Virgin Records en años sucesivos Froese publicó varias referencias con el sello oriundo de Reino Unido: Epsilon In Malaysian Pale (1975), Ages (1978), Stuntman (1979), la banda sonora de la película protagonizada por Rainer Werner Fassbinder Kamikaze 1989 (1982) y Pinnacles (1983).
A partir de 2005 Froese realizó una reedición y regrabación parcial de toda su discografía en solitario dentro de su sello personal Eastgate. El único álbum que se salió de esa norma fue Dalinetopía (2005), álbum dedicado a Salvador Dalí en el que aparecen fotografías de ambos artistas en el libreto, y que constituye su último álbum en solitario. Posteriormente se han publicado numerosas compilaciones de su discografía en solitario.
El 23 de enero de 2015 Tangerine Dream Team, a través de su página en Facebook, anunció su muerte el 20 de enero de 2015 a causa de una embolia pulmonar en Viena.

## Discografía en solitario
Álbumes de Estudio
- Aqua (1974)
- Epsilon in Malaysian Pale (1975)
- Macula Transfer (1976)
- Ages (1978)
- Stuntman (1979)
- Kamikaze 1989 (banda sonora de la película dirigida por Wolf Gremm) (1982)
- Pinnacles (1983)
- Dalinetopia (2005)

Compilaciones
- Electronic Dreams (1979)
- Solo 1974-1979 (1979)
- Beyond the Storm (1995)
- Introduction to the Ambient Highway (2003)
- Ambient Highway Vol.1 (2003)
- Ambient Highway Vol.2 (2003)
- Ambient Highway Vol.3 (2003)
- Ambient Highway Vol.4 (2003)
- Orange Light Years (2005) semi-compilación en CD doble con tracks nuevos y remezclados.
- Solo (1974-1983) The Virgin Years (2012)

Regrabaciones
- Ages (2005) versión parcialmente regrabada y remezclada del original de 1978 omitiendo una canción.
- Epsilon in Malaysian Pale (2005) versión parcialmente regrabada y remezclada del original de 1975.
- Stuntman (2005) versión parcialmente regrabada y remezclada del original de 1979.
- Aqua (2005) versión parcialmente regrabada y remezclada del original de 1974.
- Macula Transfer (2005) versión parcialmente regrabada y remezclada del original de 1976.
- Pinnacles (2005) versión parcialmente regrabada y remezclada del original de 1983 omitiendo el último tercio del original.